# Associação de Estudantes do Instituto de Geografia e Ordenamento do Território da Universidade de Lisboa
A Associação de Estudantes do IGOT (AEIGOT), é a associação responsável por representar os alunos do IGOT-UL, e nesse âmbito tem como missão defender o supremo interesse dos estudantes do Instituto de Geografia e Ordenamento do Território da Universidade de Lisboa. A AEIGOT é associada da Federação Académica de Lisboa desde 31 de outubro 2017 e associada da Associação Desportiva do Ensino Superior de Lisboa desde 28 de setembro de 2018.
Tendo sido fundada no ano de 2010. No ano letivo 2015-2016 o IGOT ocupa, por fim, um edifício totalmente renovado e passa a ser considerada a faculdade mais moderna da Universidade de Lisboa.
A AEIGOT colabora frequentemente nos eventos e nas atividades de divulgação do ensino e investigação desenvolvidos pelo IGOT e pelo Centro de Estudos Geográficos (CEG). A AEIGOT, também marca presença em diversos ENDA´s.
Em 2024, organizou em parceria com o NEG (AEFCSH) o Encontro Nacional de Estudantes 2024, que decorreu nos dias 6 na Faculdade de Ciencias Sociais e Humanas da Universidade Nova de Lisboa e 7 de junho no Instituto de Geografia e Ordenamento do Território da Universidade de Lisboa, uma parceria histórica entre as faculdades que lecionam geografia em Lisboa.

## Corpos Sociais da AEIGOT

### Mesa da Assembleia Geral:
- Presidente: Rafael Ribeiro[4]
- Vice-presidente: Leonor Domingos
- Secretária: Maria Vieira
- Suplente: Margarida Lourenço

### Conselho Fiscal:
- Presidente: Adriana Fernandes[5]
- Relator(a): Teresa Tristany
- Secretários(as): Diogo Gonçalves

### Direção:
- Presidente: Pedro Gama[6]
- Vice-presidente(s): Francisco Lopes, Francisco Guerra
- Secretária: Mariana Vitor
- Tesoureira: Daniela Carneiro
- Ajudante de Tesoureira: André Cunha
- Coordenadores:
  - Departamento de Ação Ambiental: Teresa Galvão
    - Vogais: Miguel Graça, Shirley Silva

  - Departamento de Desporto: João Pina
    - Vogais: David Correia, Lara Bettencourt, Tiago Silva

  - Departamento de Erasmus: Martim Brás
    - Vogais: Diogo Martins, Joana Silva

  - Departamento de Logística: Daniel Sousa
    - Vogais: Francisco Fitas, Madalena Gomes, Pedro Vasconcelos

  - Departamento de Política Educacional e Responsabilidade Social: Isadora Almeida
    - Vogais: André Silva, Afonso Cardoso, Ricardo Lourenço, Simão Alves

  - Departamento Marketing e Comunicação: Tomás Santos
    - Vogais: Flávio Rufino, Lourenço da Loira, Madalena Castro, Mónica Marques

  - Departamento Recreativo e Cultural: Duarte Lopes
    - Vogais: Ricardo Veríssimo, Tomás Baião

## Presidentes
| #  | Presidente                            | Presidentes de Mesa | Presidentes do Conselho Fiscal | Período   | Ref   |
| -- | ------------------------------------- | ------------------- | ------------------------------ | --------- | ----- |
| 1  | Miguel Geraldes e Rui Camelo          | Desconhecido        | Desconhecido                   | 2010-2011 | [ 7 ] |
| 2  | Ricardo Gouveia                       | Desconhecido        | Desconhecido                   | 2011-2012 | [ 7 ] |
| 2  | Ricardo Gouveia                       | Desconhecido        | Desconhecido                   | 2012-2013 | [ 7 ] |
| 3  | Ricardo Paulo                         | Desconhecido        | Desconhecido                   | 2013-2014 | [ 7 ] |
| 4  | Daniela Quino                         | Desconhecido        | Desconhecido                   | 2014-2015 | [ 7 ] |
| 5  | Renato Portela                        | Desconhecido        | Desconhecido                   | 2015-2016 | [ 7 ] |
| 6  | Letícia Fernandes                     | Desconhecido        | Desconhecido                   | 2016-2017 | [ 7 ] |
| 7  | João Rego                             | Inês Henriques      | Susana Mendes                  | 2017-2018 | [ 7 ] |
| 8  | Emanuel Marques                       | João Rego           | Desconhecido                   | 2018-2019 | [ 7 ] |
| 9  | Bernardo Santos                       | Emanuel Marques     | Desconhecido                   | 2019-2020 | [ 7 ] |
| 10 | João Duarte                           | Ricardo Mendes      | Catarina Alves                 | 2020-2021 | [ 7 ] |
| 11 | Mafalda Seguro                        | Inês de Meneses     | Diogo Dinis                    | 2021-2022 | [ 7 ] |
| 12 | Margarida Clérigo                     | João Coelho         | Samuel Pinheiro                | 2022-2023 | [ 7 ] |
| 13 | Tomás Ferreira (até dia 15 de maio)   | Bárbara Galinha     | Mónica Vinagreiro              | 2023-2024 | [ 7 ] |
| 14 | Tiago Casimiro (desde dia 15 de maio) | Bárbara Galinha     | Mónica Vinagreiro              | 2023-2024 | [ 7 ] |
| 15 | Xavier Peraboa (até dia 12 de junho)  | Rafael Ribeiro      | Adriana Fernandes              | 2024-2025 | [ 7 ] |
| 16 | Pedro Gama (desde dia 12 de junho)    | Rafael Ribeiro      | Adriana Fernandes              | 2024-2025 | [ 7 ] |

## Feira do Emprego e Empreendedorismo da AEIGOT
No mandato de 2022-2023, foi criada a feira do empreendedorismo da AEIGOT, com a presença de diversas empresas do ramo da Geografia, como a ESRI Portugal.
Seguindo o sucesso da I Feira do Emprego e Empreendedorismo da AEIGOT, no mandato seguinte foi organizado a II Feira do Emprego e Empreendedorismo da AEIGOT foi realizada no dia 8 de outubro 2024, com a presença de empresas como a ESRI Portugal, WWF Portugal, Geoxii, CEG, FSC.
| Edição | Comissão Organizadora |
| ------ | --- |
| I      | - Afonso Lopes (Presidente) - Simão Alves - Isadora Almeida - Ricardo Menor - Raquel Valezim - Miguel Gouveia - David Durão - Bárbara Galinha                                                                 |
| II     | - Rafael Ribeiro (Presidente) - Simão Alves - Isadora Almeida - Tiago Velosa - Vasco Costa - Margarida Clérigo - Tiago Casimiro - Mónica Pacheco - Xavier Peraboa - Afonso Lopes - João Peleja - João Valente |
| III    | - Isadora Almeida (Presidente) - Ricardo Lourenço - Simão Alves - André Silva - Xavier Peraboa - Pedro Gama - Francisco Lopes - Tomás Santos - Daniel Sousa - Madalena Gomes                                  |

## Desportos
Como parte dos serviços da AEIGOT é dada a todos os alunos a oportunidade de poderem praticar, os seguintes desportos:
- Futebol (Masculino)
- Futsal (Masculino)
- Voleibol (Masculino)

Existe a possibilidade de os alunos do IGOT participarem em campeonatos universitários através da AEIGOT, não só a nível regional (competindo nos campeonatos universitários da ADESL - Associação Desportiva do Ensino Superior de Lisboa), mas também a nível nacional, competindo nos Campeonatos Nacionais Universitários organizados pela FADU - Federação Académica do Desporto Universitário. Nestes campeonatos é possível inscreverem-se alunos para modalidades não previstas nos desportos acima descritos.

## Grupos Autónomos

### Comissão de Finalistas do IGOT
A Comissão de Finalistas do IGOT, conforme delineado nos Estatutos propostos pela Comissão de Finalistas 2023, posteriormente revisados e aprovados pela Comissão de Finalistas 2024, atua como uma entidade independente. Suas responsabilidades primordiais consistem na coordenação de eventos e na condução de cerimônias de encerramento do curso, tais como a tradicional bênção de fitas.

### IGOTuna
A IGOTuna surgiu da iniciativa de dois estudantes, mas o sucesso deste projeto dependeu do comprometimento e dedicação de todos os estudantes universitários que abraçaram essa nova empreitada de coração aberto. Na verdade, a IGOTuna não pertence apenas a esses dois criadores, mas a toda uma comunidade de estudantes apaixonados por música e convívio.